# Los Bastardos
Pour plus de détails, voir Fiche technique et Distribution.
Los Bastardos est un film mexicain réalisé par Amat Escalante sorti en 2008.

## Fiche technique
- Réalisation et scénario : Amat Escalante
- Producteur : Amat Escalante, Jaime Romandia
- Distribution : Le Pacte
- Budget estimé : 1 000 000 $
- Pays d'origine : Mexique
- Langue : espagnol
- Genre : Drame
- Durée : 90 minutes
- Dates de sortie : 
  -  France 20 mai 2008 (Festival de Cannes)
  - 28 janvier 2009

## Distribution
- Jesus Moises Rodriguez : Jesús
- Rubén Sosa : Fausto
- Nina Zavarin : Karen
- Kenny Johnston : le chef de chantier
- Terra Glen Campbell